# Puente Povedano
El puente Povedano es una infraestructura con trazas renacentistas ubicada en un camino rural en el término municipal de Lucena (Andalucía, España). Situado sobre el río Anzur, conectaba una antigua ruta entre Lucena y Benamejí.

## Historia
Su construcción se aprobó a instancias del Ayuntamiento de Lucena en sesión municipal el 4 de diciembre de 1579, debido a que se precisaba de un cruce sobre el río Anzur, actualmente en la zona conocida como Navas de Mingo Rubio. Los trabajos se encargaron a Hernán Ruiz III, perteneciente a un célebre linaje de arquitectos, quien no pudo iniciar las obras de la estructura hasta 1589. La situación económica de las arcas municipales provocó la suspensión de la construcción en múltiples momentos, haciendo que en 1595 Hernán Ruiz subcontratara los trabajos al cantero local Marcos Jiménez y al maestro de obras Alonso González. En 1602 Cristóbal Jiménez se puso al frente de las obras, las cuales terminaron finalmente en 1622.
El puente perdió su importancia y relevancia tras la construcción de los puentes en la carretera hacia Málaga, aunque mantiene su autenticidad histórica. Su acceso actualmente se encuentra en una bifurcación de la carretera CO-751, en la que comienza un camino rural.
El 14 de septiembre de 2020 comenzó la primera fase de restauración del puente, cuyo objetivo era evitar su hundimiento y derrumbe, con un presupuesto de alrededor de 68.000 euros procedentes del remanente municipal. Los trabajos incluían la restauración de los arcos y el pilar central y concluyeron el 23 de diciembre de ese año, a la espera de licitar nuevas fases para su conservación en el resto del alzado y la plataforma superior del puente.

## Diseño
Consta de dos vanos en forma de arco de medio punto realizados con mampostería y sillares de piedra calcarenita bioclástica, al igual que sus tajamares. Alberga una longitud de 80 metros, una anchura de seis metros y salva un desnivel de unos seis metros de altura. Los pretiles laterales tenían una anchura de unos 40 centímetros, aunque se desconoce su altura original.